# Atelier
Pour les articles homonymes, voir Atelier (homonymie).
 (mai 2020).
Si vous disposez d'ouvrages ou d'articles de référence ou si vous connaissez des sites web de qualité traitant du thème abordé ici, merci de compléter l'article en donnant les références utiles à sa vérifiabilité et en les liant à la section « Notes et références ».

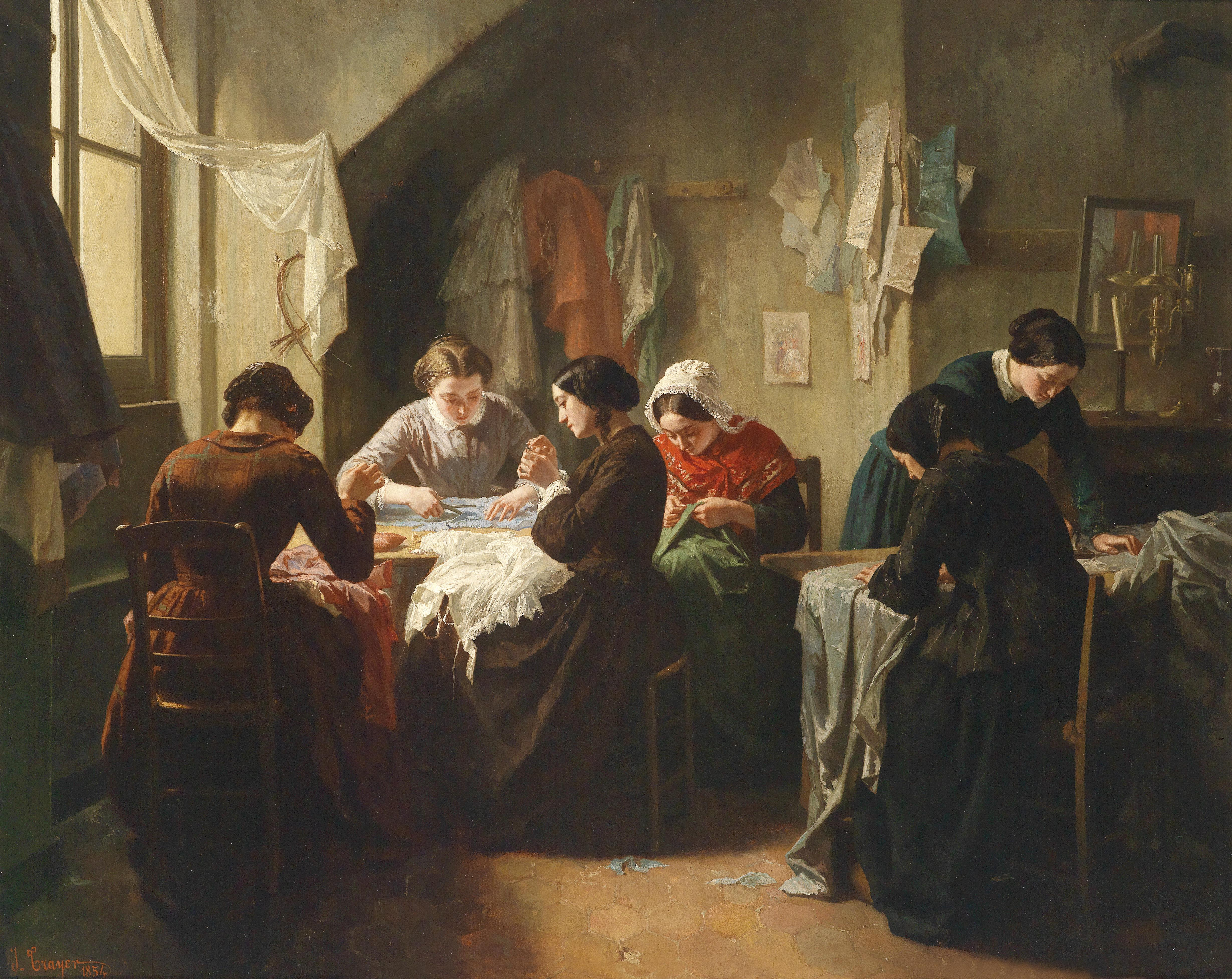
Couturières bretonnes ou Atelier de couture, attribué à Jean-Baptiste Jules Trayer (1854)

Un atelier est un lieu (souvent un local) consacré à la fabrication, dans une usine, chez un artisan ou un artiste.

## Historique
Au début de l'ère industrielle, les ateliers sont regroupés en manufactures puis en usines.
Généralement restés au sein des usines, les ateliers sont des zones où sont regroupés un même savoir-faire, la maîtrise d'un métier. Les petites ⁣⁣entreprises⁣⁣, ⁣ proches de l'artisanat, réalisent leur production dans un atelier unique où sont implantés tous les moyens de fabrication, c'est-à-dire les postes de travail et les machines-outils.
En construction mécanique, les ateliers dédiés à un métier sont parfois réimplantés en îlots de fabrication (préféré en français au mot « cellule »), regroupant des machines destinées à des usinages variés.

## Vocabulaire
À l'origine, l'atelier (l'astelier), dérivé du vieux mot astelle, morceau de bois, est un lieu où l'on travaille le bois. Il devient le lieu de création de l'artisanat et des beaux-arts. Il désigne également le groupe de personnes qui travaillent sous la direction d'un maître.

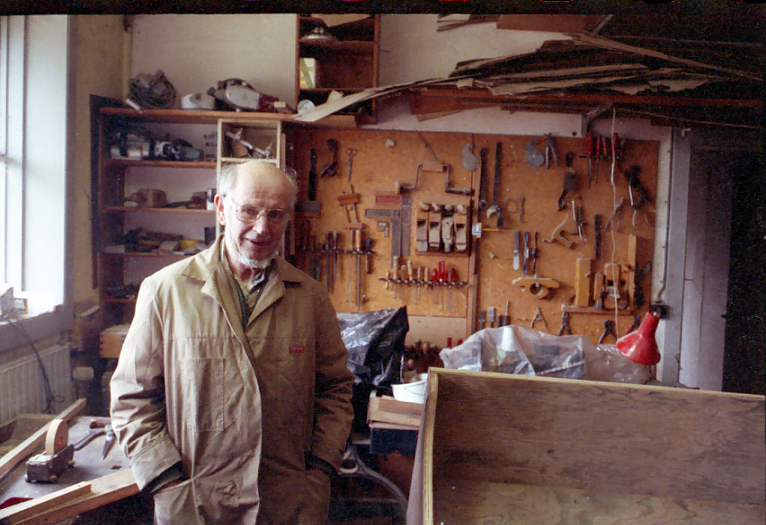
Un ébéniste dans son atelier.

Les ouvriers qualifiés travaillant dans un atelier sont traditionnellement appelés « compagnons » jusque dans les années 1970. Cette dénomination est empruntée au compagnonnage, même si leur formation d'apprenti ne s'est pas déroulée dans ce contexte.
En dehors du domaine artistique, il est rare qu'un membre de la hiérarchie soit dénommé « maître. » Il est généralement appelé « chef d'atelier ». Ses adjoints sont cependant des « contremaîtres ».
« Gestion d'atelier », « planning d'atelier », « pilotage d'atelier » désignent des méthodes de planification et de gestion de la production à court terme, et à capacité finie. L'allocation des tâches aux ressources se fait en fonction de leur engagement réel et de leur potentiel effectif.

## Types

### Dans l'industrie

#### L'atelier demontageou d'assemblage
C'est l'atelier vers lequel convergent tous les composants d'un produit industriel complexe. Disposant, aux débuts de l'ère industrielle, d'une main-d'œuvre bon marché et abondante, il est l'atelier du montage en ligne, à la chaîne, où chaque opération est minutieusement découpée de la façon la plus précise possible, afin que chaque geste soit utile, avec le minimum de temps perdu (Fordisme).
Paradoxalement, c'est le dernier atelier à avoir été automatisé. C'est pourtant l'atelier qui emploie le plus de personnel, sauf quand les produits ont été étudiés pour un montage automatisé.

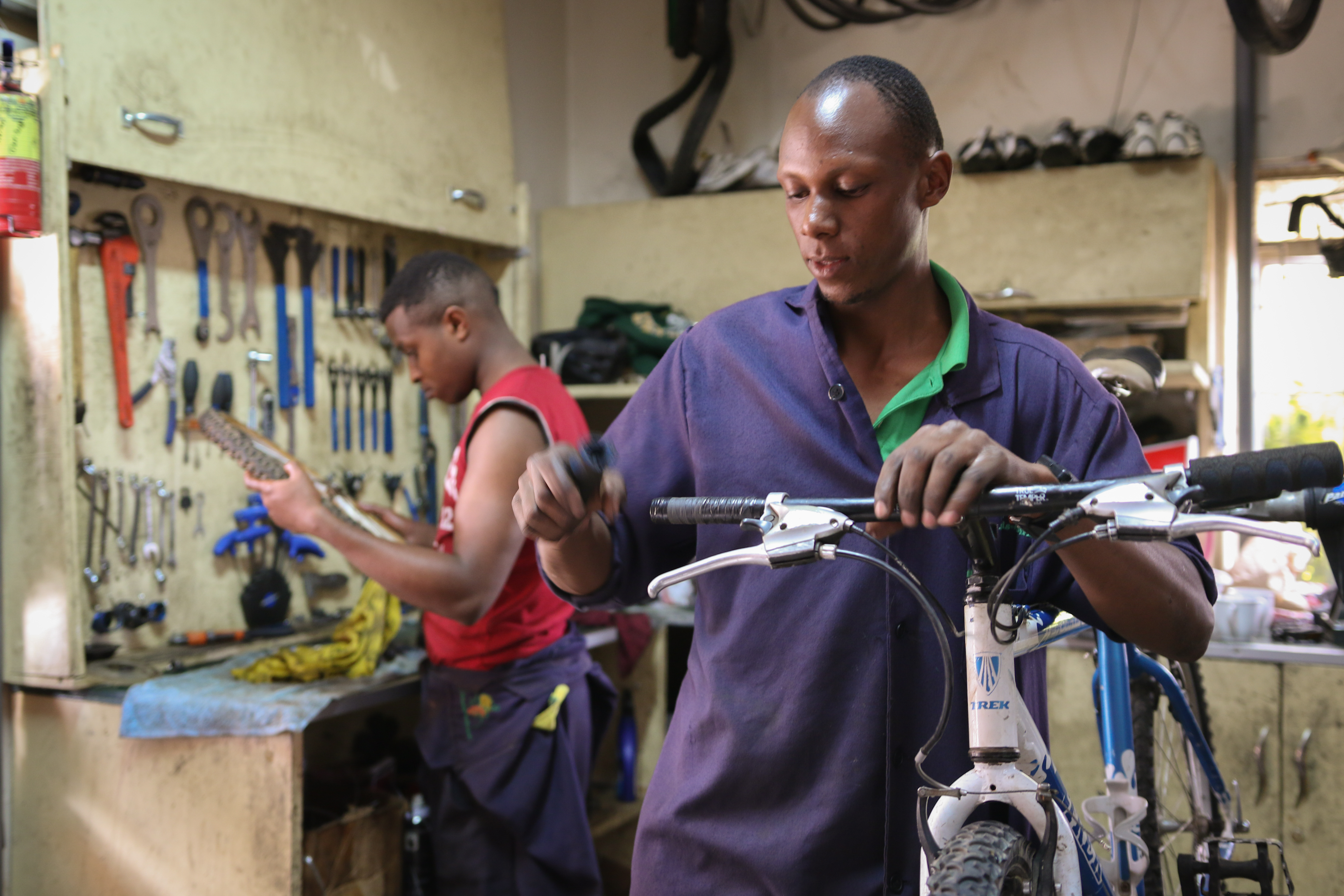
Un atelier de réparation de vélos.

L'atelier de montage est l'unique atelier où la main-d'œuvre n'a pas de métier propre, pas de compétence particulière, sauf dans certaines industries (microtechnique, microélectronique, biologie par exemple). C'est l'atelier des « ouvriers spécialisés » (OS).
L'atelier d'assemblage est en train de devenir le centre d'intérêt de la robotique. C'est l'atelier où la modernisation a le plus de progrès potentiels.
Ces ateliers nécessitent la plupart du temps, une ventilation industrielle pour évacuer les polluants produits, qu'ils soient chimiques (vapeurs toxiques) ou physiques (copeaux par exemple).

#### L'atelier de retouche ou de réparation
Cet atelier est celui que toute entreprise cherche à faire disparaître. Le zéro défaut est un objectif universel. C'est l'atelier où l'on peut faire assez facilement de la perruque.

#### L'atelier des prototypes, ou d'essais
Cet atelier est peu accessible, pour des raisons de secret industriel. Quand il est visité par des clients ou des personnalités, il est souvent réagencé pour la visite.

#### L'atelier flexible
Il est né dans les années 1970, sous la forme d'ateliers flexibles d'usinage, grâce aux développements simultanés des centres d'usinage à commande numérique, des techniques de manutention et de stockage automatisées, de l'identification automatique (étiquettes magnétiques, code à barres) et de l'informatique industrielle.
Son usage s'est étendu à l'assemblage flexible et à la préparation de commande.

### Dans les Arts
L'atelier contemporain est en général la pièce de travail d'un artiste, éventuellement aidé par des élèves. C'est ce sens du mot « atelier » qui s'est exporté dans le monde (atelier en anglais, atolié en japonais).
En convention de jonglerie, un atelier (le terme anglais workshop est souvent utilisé) symbolise à la fois une rencontre et une session d'entraînement entre plusieurs participants. Un atelier, savant mélange entre cours magistral et travaux pratiques, est censé favoriser les échanges et ouvrir la discussion sur des thèmes particuliers de la pratique jonglistique. L'intérêt majeur est de pouvoir vulgariser rapidement et massivement certaines notions techniques et artistiques et aussi d'avoir un retour rapide au niveau des méthodes d'enseignement.